# ریسور
ریسور (به لاتین: Risør) یک شهرداری در نروژ است که در اوست اگدر واقع شده‌است.

## خصوصیات
ریسور ۱۹۳٫۰۲ کیلومترمربع مساحت و ۶٬۸۹۴ نفر جمعیت دارد.

## خواهرخوانده
شهر Höfn خواهرخواندهٔ ریسور هست.